# Dipodins
Els dipodins (Dipodinae) són una subfamília de rosegadors miomorfs de la família Dipodidae coneguts vulgarment com a jerbus (de l'àrab يربوع yarbū' o hebreu ירבוע yarbōa'). Són rosegadors saltadors que viuen a la zona septentrional d'Àfrica i Àsia. No s'han de confondre amb els gerbil·lins (com ara Meriones unguiculatus), que pertanyen a la família Muridae.
Existeixen nou espècies diferents de jerbus distribuïdes en cinc gèneres, el més comú i utilitzat com a animal de companyia a diversos països és el jerbu egipci (Jaculus jaculus). Els gerbil·lins, en canvi, inclouen 16 gèneres i més de 110 espècies diferents.